# التقدم نحو حريتان
جرى التقدم نحو حريتان بين 29 سبتمبر و 26 أكتوبر 1918 عندما لاحق الفيلق الحادي والعشرون وفيلق خيالة الصحراء التابعين لقوة التجريدة المصرية البقايا المنسحبة من مجموعة جيش يلدريم المتجهة شمالًا من دمشق بعد أن تم الاستيلاء على تلك المدينة في 1 أكتوبر خلال الأسابيع الأخيرة من حملة سيناء وفلسطين في الحرب العالمية الأولى. تقدم سلاح المشاة وسلاح الفرسان من حيفا وعكا للاستيلاء على مينائي بيروت وطرابلس على البحر الأبيض المتوسط بين 29 سبتمبر و 9 أكتوبر. مكنت هذا الاستيلاء من توفير المطاردة الداخلية عندما استأنفت فرقة الفرسان الخامسة التابعة لفيلق خيالة الصحراء المطاردة في 5 أكتوبر. احتلت فرقة الفرسان رياق وحمص وحماة الواحدة تلو الأخرى. في غضون ذلك تقدمت قوة الأمير فيصل الشريفة من الجناح الأيمن لفرقة الفرسان واستولت على حلب ليل 25/26 أكتوبر بعد هجوم نهار فاشل. وفي اليوم التالي هاجم لواء الفرسان الخامس عشر رتلا متراجعًا وهاجم مؤخرة جيش أثناء الهجوم على حريتان والتي تم تعزيزها في البداية ولكنها انسحبت لاحقًا شمالًا.
بعد الانتصار في معركة سهل نابلس في 25 سبتمبر أُجبرت مجموعة جيش يلدريم على الانسحاب تجاه دمشق. فأمر قائد قوة المشاة المصرية الجنرال إدموند اللنبي فيلق الصحراء الذي يتزعمه اللفتنانت جنرال هاري شوفيل بمتابعة الأرتال المنسحبة. فتبعتهم فرقة الفرسان الخامسة ومعها فرقة الخيالة الأسترالية عبر القنيطرة، ثم طاردتهم فرقة الفرسان الرابعة إلى الداخل نحو سكة حديد الحجاز حيث انضموا إلى قوة الأمير فيصل الشريف بعد الاستيلاء على درعا. هاجمت فرقة الفرسان الرابعة العديد من جنود مؤخرة الجيش العثماني وأسرتهم في إربد، وهاجمت فرقة الخيالة الأسترالية جسر بنات يعقوب والقنيطرة وسعسع وكوكب ووادي بردى، وفرقة الفرسان الخامسة على الكسوة. بعد الاستيلاء على دمشق، جرت ملاحقة بقايا مجموعة جيش يلدريم على طول الطريق المؤدي إلى حمص، وهاجمها الفرسان الأستراليون في خان عياش.
بينما كانت مجموعة جيش يلدريم تتراجع إلى الوراء، أضحت خطوط الاتصال الخاصة بهم مختصرة لتسهيل الإمداد، بينما كان فيلق الصحراء يبتعد عن قاعدته وكان لابد من توسيع خطوط الاتصال الخاصة بهم. بدأ التقدم شمالًا من دمشق، وعلى طول ساحل البحر الأبيض المتوسط من الفيلق الحادي والعشرين شمالًا من حيفا وعكا للاستيلاء على مينائي بيروت وطرابلس والتي يمكن من خلالها نقل الإمدادات لدعم تقدم فيلق الصحراء. بينما بقيت فرقة الخيالة الأسترالية في دمشق، وواصلت فرقة الخيالة الرابعة والخامسة هجومهما نحو رياق وبعلبك مع التقدم على طول الساحل. ومن بعلبك لم تستطع فرقة الفرسان الرابعة الاستمرار بسبب انتشار الأمراض وبقيت لحراسة المنطقة، بينما أعيد تنظيم فرقة الفرسان الخامسة إلى طابورين وعززتها عدد من العربات المدرعة واصلت مطاردتها نحو حمص وحماة مع قوة الأمير فيصل الشريف التي غطت الجناح الأيمن لها. وفي 22 أكتوبر كانت السيارات المدرعة على بعد 30 ميلاً (48 كم) جنوب حلب مع اللواء الخامس عشر من سلاح الفرسان التابع للخدمة الإمبراطورية في 25 أكتوبر قبل أن تستولي القوات العربية على حلب. وفي صباح يوم 26 أكتوبر توجه لواء الفرسان الخامس عشر التابع للخدمة الإمبراطورية نحو حريتان حيث قاموا بالهجوم على مؤخرة الجيش العثماني الذين أثبتوا قوتهم الشديدة. بحلول ذلك المساء وصل لواء الفرسان الرابع عشر، فانسحب جنود المؤخرة الخلفي العثماني القوي نتيجة لذلك. وفي 27 أكتوبر أمرت فرقة الخيالة الأسترالية بالتقدم إلى حلب. وقد كانوا وصلوا إلى حمص عندما أُعلنت هدنة مودروس التي أنهت معارك سيناء وفلسطين في الحرب العالمية الأولى.

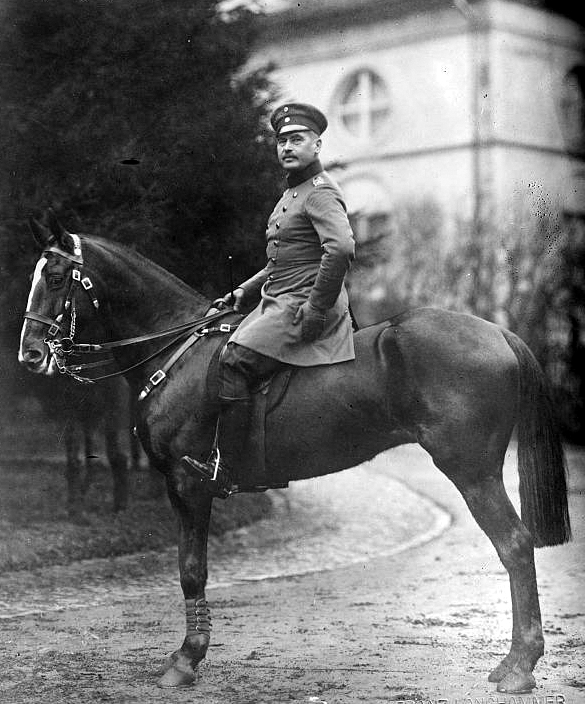
أوتو ليمان فون ساندرز القائد العام للقوات العثمانية الألمانية في الشرق الأوسط

## نظرة عامة

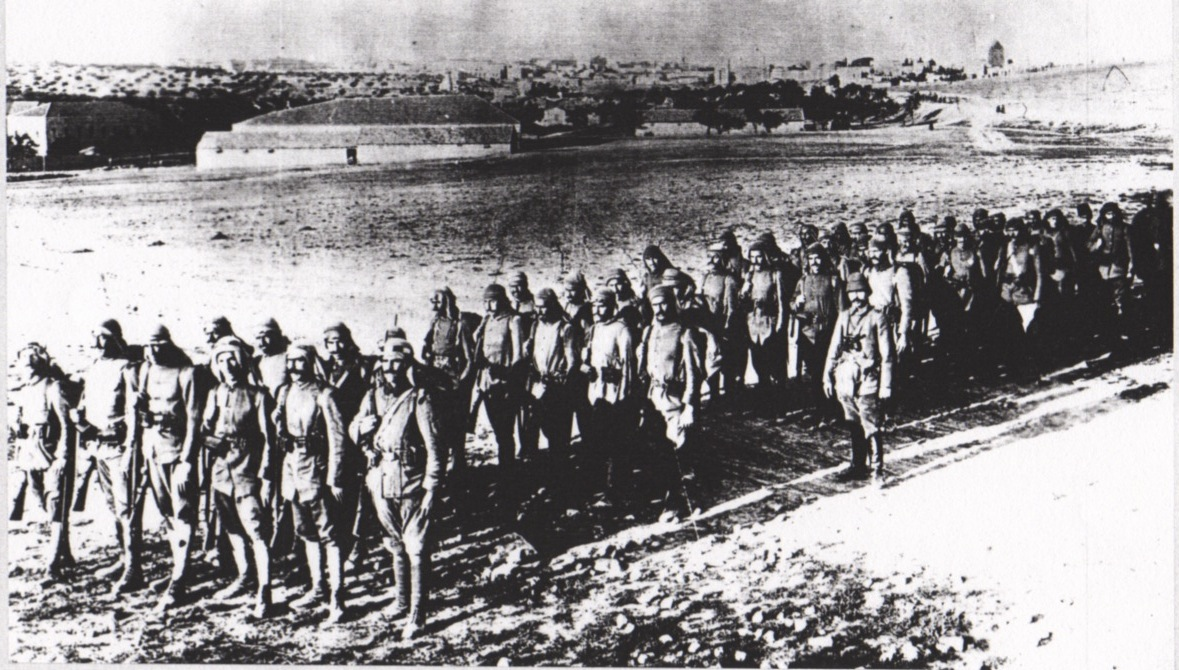
طابور مشاة عثماني حوالي 1917، والعديد منهم يرتدي الكوفية.

بعد النجاح الشامل لمعركة سهل نابلس شجع السير هنري ويلسون رئيس هيئة الأركان العامة للإمبراطورية (CIGS) في المكتب الحربي [الإنجليزية] (وهي تعادل وزارة الدفاع في ذلك الوقت) اللنبي بفكرة أن بإمكان قوة التجريدة المصرية فعل أي شيء: «جرى حديث كثير هنا عن الأمور المعتادة. يقول البعض أنه بإمكانك الذهاب إلى بتروغراد، والبعض يقول إنه يجب الآن نقل كل قوتك إلى فرنسا، ويود آخرون رؤيتك تسير شرقًا نحو بغداد!» وتابع: «بما أن نجاحكم اكتمل، أود منكم النظر في إمكانية سلاح الفرسان بالإغارة على حلب، سواء كانت مدعومة من المشاة أم لا حسب تطورات الوضع والفرص المتاحة». وأضاف أن حكومة الحرب مستعدة لتحمل المسؤولية الكاملة عن أي نتائج غير ناجحة.
أدركت حكومة الحرب مدى التأثير الهائل لإنتصارنا في فلسطين على الحرب بأكملها، فحثت على استغلال نجاحنا الكبير إلى أقصى حد، ورجت تقدمًا فوريًا نحو حلب، التي تبعد حوالي ثلاثمائة ميل شمالًا. W. T. Massey, المراسل العسكري البريطاني
أراد المكتب الحربي شن غارة سريعة لسلاح الفرسان على حلب التي تبعد 200 ميل (320 كـم). وتبعد قوة التجريدة المصرية الموجودة في دمشق 150 ميل (240 كـم) من قاعدة الإمداد الرئيسية، وهي على استعداد للتقدم فقط على مراحل حسب ما تمليه خطوط الإمداد والجغرافيا. ومع ذلك فيجب حل أي مشكلة في الإمداد حتى لقوة صغيرة متجهة شمالا نحو حلب التي تبعد 350 ميل (560 كـم) من القاعدة. قبل الاستيلاء على دمشق أو بيروت أوضح اللنبي لويلسون أن الإغارة على حلب لا تبدو ممكنة إلا إذا كانت مدعومة بعمليات عسكرية وبحرية واسعة النطاق في الإسكندرونة.
لم أكن آمل حتى لو كان التشكيك بسيطًا أن أتقدم نحو حلب التي تبعد 300 ميل عن الناصرة، بثلاث فرق من سلاح الفرسان في أقل من ثلاثة أسابيع. وفوق ذلك فإن مسيرة بهذا الوصف سيترتب عليه خسارة هائلة، لن يصل سلاح الفرسان بأي حال من الأحوال كي يواجه القوات في منطقة حلب - الإسكندرونة. حيث يبلغ عدد مقاتليهم الآن 25,000 مقاتل، وسيتم تعزيزهم في الأسابيع الثلاثة المقبلة بتعزيزات ذات نوعية جيدة تنطلق من الأناضول. الوقت لصالحهم، وضعهم إسبوعيًا يتحسن مع وصول المزيد من التعزيزات، والتي أعتقد أنها بدأت من إسطنبول والقوقاز. - ألنبي إلى ويلسون 25 سبتمبر 1918.

## الاستهلال

### تمركز مجموعة جيش يلدريم في رياق
كان ليمان فون ساندرز قد شهد تدمير الجيش الثامن وتفكيك مقره وفقدان معظم مدفعية مجموعة جيش يلدريم. وقد وصل إلى بيروت في 26 سبتمبر 300 جندي ألماني وعثماني ممن نجا وكانوا يشكلون حامية حيفا وأمروهم بالبقاء في رياق. وفي 26 سبتمبر وصل العقيد فون أوبن قائد فيلق آسيا (الذي كان جزءًا من الجيش الثامن سابقًا) إلى درعا مع 700 رجل بما في ذلك سرية 205 بايونيير. فأمره ساندرز بالانسحاب عبر القطار؛ فغادرت قواته درعا في الساعة 05:30 يوم 27 سبتمبر قبل ساعات من سيطرة القوات الشريفية غير النظامية على المدينة. وقد تأخر القطار تسع ساعات بسبب انقطاع في الخط بطول 500 يارد (460 م) على بعد ثلاثون ميل (48 كـم) شمال درعا، فوصل دمشق في اليوم التالي. أما فيلق آسيا فذهب بالقطار إلى رياق حيث كان عليهم تقوية خطوط الدفاع.
نقل ساندرز مقره إلى بعلبك في 29 سبتمبر، وفي نفس اليوم وصل مصطفى كمال باشا قائد الجيش السابع إلى الكسوة جنوب دمشق مع قيادة جيشه، حيث أمره ليمان فون ساندرز بالاستمرار في طريق رياق شمال دمشق. كما تولى جمال باشا قائد الجيش الرابع قيادة مجموعة طبريا التي تدافع عن دمشق بينما أعيد جواد باشا وطاقم الجيش الثامن إلى العاصمة الأستانة. وكان آخر تشكيل غادر دمشق هو الفوج 146 في نفس اليوم. وعند علمه بإغلاق ممر بردى غادر فون هامرشتاين المدينة عبر طريق حمص، متتبعًا الفيلق الثالث والفرقة 24 وفرقة الفرسان الثالثة باتجاه رياق.
انسحب حوالي 19000 جندي عثماني شمالًا يوم 1 أكتوبر، إلا أن حوالي 4000 منهم كانوا مجهزين وقادرين على القتال. «ولكن الهزائم المتتالية في ظروف معاكسة تعني أن معنوياتهم وحالتهم البدنية كانت سيئة بشكل عام، ولم يكن لديهم دعم مدفعي والنقل غير موجود... ومن غير المحتمل أن يكونوا قادرين على تقديم مقاومة قوية للغاية لقوة سلاح الفرسان البريطانية العاملة في شمال دمشق». وكانت قوات فون أوبن هي الوحيدة التي سافرت بالقطار إلى رياق قبل إغلاق وادي بردى وظلت الكتيبة 146 التي كانت تسير إلى حمص بتشكيلات منضبطة.

### تقدم قوة التجريدة من حيفا
تضمنت خطة اللنبي الموضحة لهنري ويلسون من المكتب الحربي في 25 سبتمبر تقدمًا نحو بيروت ودمشق مع نفس الوقت:
آمل أن أرسل في غضون أيام فرقة مشاة تسير محاذاة الساحل من حيفا إلى بيروت، بينما ينتقل فيلق خيالة الصحراء... إلى دمشق. أقترح أن يتم إمداد فرقة المشاة في تقدمهم عن طريق إدخال التموين من البحر إلى عكا وصور وصيدا وأخيراً بيروت. - اللنبي إلى ويلسون 25 سبتمبر 1918
ولكن الفرقة السابعة (ميروت) (من الفيلق 21) مع اللواء 102 من الحامية الملكية لم تصلا حيفا إلا في 29 سبتمبر. بينما لم يتمكن فوج الفرسان من الفيلق 21 الذي كان في عكا من المغادرة حتى تولت الفرقة 54 (شرق أنجليان) مهامها في منطقة حيفا 3 أكتوبر.
بدأت الفرقة السابعة (ميروت) مسيرتها إلى بيروت في ثلاثة أرتال. كان الطريق على طول الساحل سيئ الصيانة، حيث العرض في بعض الأماكن لا يتجاوز 6 قدم (1.8 م) مع انحدار واحد حاد من كل خمسة أثناء مروره فوق سلم صور. بدأ الرتل الثاني العمل على تحسين هذا المسار الضيق المقطوع فوق سطح الجرف. استغرق الأمر ثلاثة أيام لتفجير الصخر وبناء أرضية مناسبة للنقليات. في تلك الأثناء تمكن فوج الفرسان من الفيلق 21 من التقدم دون انتظار اكتمال أعمال الطريق. حيث تحرك بسرعة على طول الطريق ليصل إلى صور في 4 أكتوبر. وقد واجهوا إثناء تقدمهم نحو صور عددًا قليلاً من القوات التركية. تم تسليم الإمدادات لمدة ثلاثة أيام عن طريق البحر إلى صور، لتلتقطها الأرتال الثلاثة في طريقها شمالًا. وفي 6 أكتوبر كان الرتل الرئيسي قد دخل صيدا، مع وصول المزيد من الإمدادات عن طريق السفن.

#### احتلال بيروت

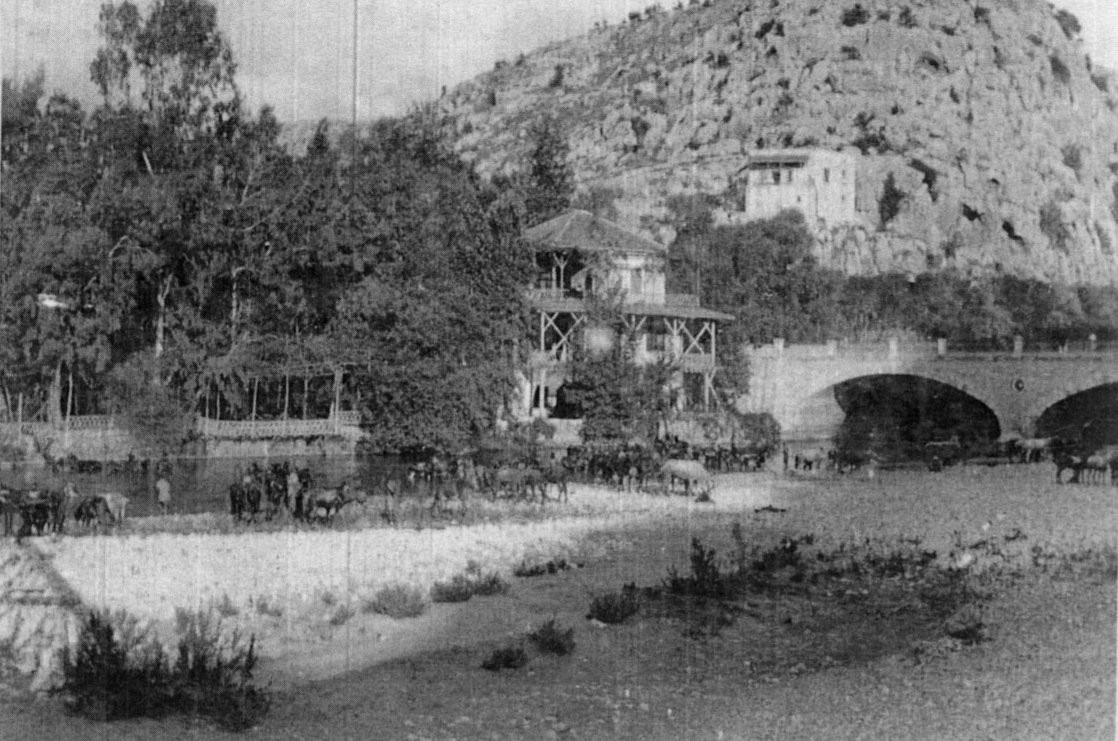
الفرقة السابعة (ميروت) بجوار نهر الكلب

بلغ عدد سكان بيروت 190,000 نسمة قبل الحرب، وهي ذات أهمية إستراتيجية بسبب مينائها الكبير، الذي يقع على بعد 7 ميل (11 كـم) جنوب نهر الكلب. وترابط فيها الفرقة العثمانية الثالثة والأربعين التي وصلت مطلع أكتوبر.
كانت أولى قوات الإمبراطورية البريطانية التي وصلت بيروت عبارة عن سيارة مصفحة استطلاعية قادمة من رياق أو زحلة لفرقة الفرسان الخامسة في 7 أكتوبر. ووجدوا أن القوات العثمانية قد أخلت المدينة بالفعل وتم تنصيب حكومة عربية بقيادة شكري باشا الأيوبي. كما أن هناك مدمرة فرنسية معها خمس سفن في الميناء.
وصل فوج الفرسان من الفيلق الحادي والعشرون مع سرية المشاة وقوة البطارية الثانية الخفيف إلى بيروت في 8 أكتوبر. احتلت المدينة دون مقاومة وأسرت 600 جندي. ثم تبعها ما تبقى من فرقة المشاة والمدفعية بعد إصلاح الطريق لحركة مرور المركبات. وقد ذكر أحد الجنود تفاصيل مسيرته تلك حيث قال أنه وصل بيروت مساء 9 أكتوبر بعدما سار هو ووحدته لمسافة 226 ميل (364 كـم) منذ 19 سبتمبر. وأنه وحدته سارت 40 ميل (64 كـم) بين 8 و 9 أكتوبر فقط. وإذا سُئلت عما شعرنا به عند وصولنا، يجب أن أقول كأنني مشلول ومنحني الظهر إلى حد ما، وآمل ألا أفعلها مرة أخرى، الرجال يسيرون بخدود مجوفة وعيون محدقة، لا شيء لتناول الطعام سوى اللحم المعلب والبسكويت الفظيعين والكثير من الجنود يرفضون أكله لأن بطونهم لم تعد تتحمل ذلك (لقد أمضينا 3 أسابيع على تلك الحال). أتوق في داخلي إلى بعض الأطعمة والخضروات العادية.

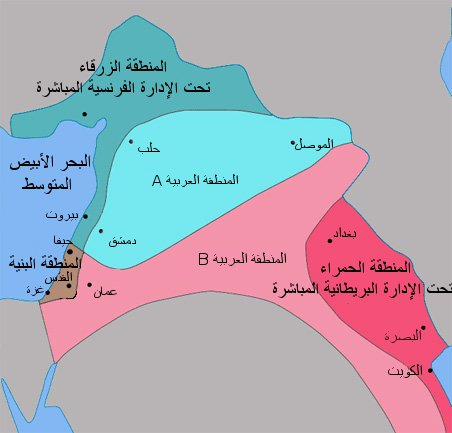
خريطة سايكس بيكو التي أبرمت سنة 1916 بين بريطانيا وفرنسا، وكانت السبب الرئيس في فصل سوريا الجنوبية.

وفي 11 أكتوبر أبلغ اللنبي مكتب الحرب التالي:

«لم يسحب الأمير فيصل شكري الأيوبي من بيروت. ولكنه عدل موقفه نوعًا ما بأن أصدر تعليماته إلى رؤساء الشرطة ورئيس البلدية بضرورة قبول أوامر قائد الفيلق الخاص بي لبيروت. فالمدينة هادئة، وأنزلت الأعلام العربية التي ترفرف هنا. السياسة التي أتبعها هي كما يلي: -
- أعترف باستقلال العرب في المنطقتين «أ» و «ب». ويتم تقديم المشورة والمساعدة في هذه المجالات من الفرنسيين والبريطانيين على التوالي.
- الاعتراف بالمصالح الفرنسية بأنها مهيمنة على المنطقة الزرقاء.

وقد حذرت الأمير فيصل من أنه إذا حاول السيطرة على المنطقة الزرقاء التي يجب أن تنتظر التسوية بمؤتمر سلام، فسوف يضر بقضيته. كما قيل له إن مكانة لبنان متميزة، وهي مكفولة من القوى الكبرى، وأنه سيمشي على أرض حساسة إذا حاول التدخل غير المبرر في تلك المنطقة». - تقرير اللنبي إلى ويلسون 11 أكتوبر 1918.
أسس جنرال إدوارد بلفن قائد الفيلق الحادي والعشرين مقر قيادته في الفندق الرئيسي بالمدينة. ولنقل إدارة المدينة إلى الفرنسيين وفقًا لبنود اتفاقية سايكس بيكو السرية فقد عين العقيد دي بابي قائد مفرزة المشاة الفرنسية لفلسطين وسوريا حاكما عسكريا على بيروت. كما عين حكام عسكريين فرنسيين في صيدا وصور. وعندما وصلت مفارز القوات الفرنسية من حيفا عن طريق البحر لتحصين المدن الثلاث، اندلعت اضطرابات سببها ممثلو الشريف فيصل المحبطون. وصلت فرقة المشاة الفرنسية لفلسطين وسوريا إلى بيروت في 20 أكتوبر، ووصل فوج الفرسان المختلط دي مارش دي فلسطين وسوريا في 24 أكتوبر. وصلت الفرقة 54 (الشرقية الأنجليكانية) إلى بيروت في 31 أكتوبر 1918.
وذكر شوفيل في سنة 1929:
عند وصول الجنرال بلفن يوم 8 أكتوبر، أمر شكري بإزالة علمه والخروج من القصر، وقام بتعيين العقيد دي بابي حاكما عسكريا على لبنان. لم أجد صعوبة في شرح شعوري منه للجنرال بلفن، لكن حتى الوقت الذي غادرت فيه البلاد لم أنجح أبدًا في إقناع العقيد دي بابي بأنني لم أكن أؤيد فيصل في محاولته لضم لبنان. - نسخة من محضر بتاريخ 22 أكتوبر 1929 كتبه الجنرال السير هاري شوفيل بخصوص الاجتماع بين السير إدموند اللنبي والأمير فيصل في فندق فيكتوريا دمشق يوم 3 أكتوبر 1918 والأحداث التي تلتها.

#### احتلال طرابلس

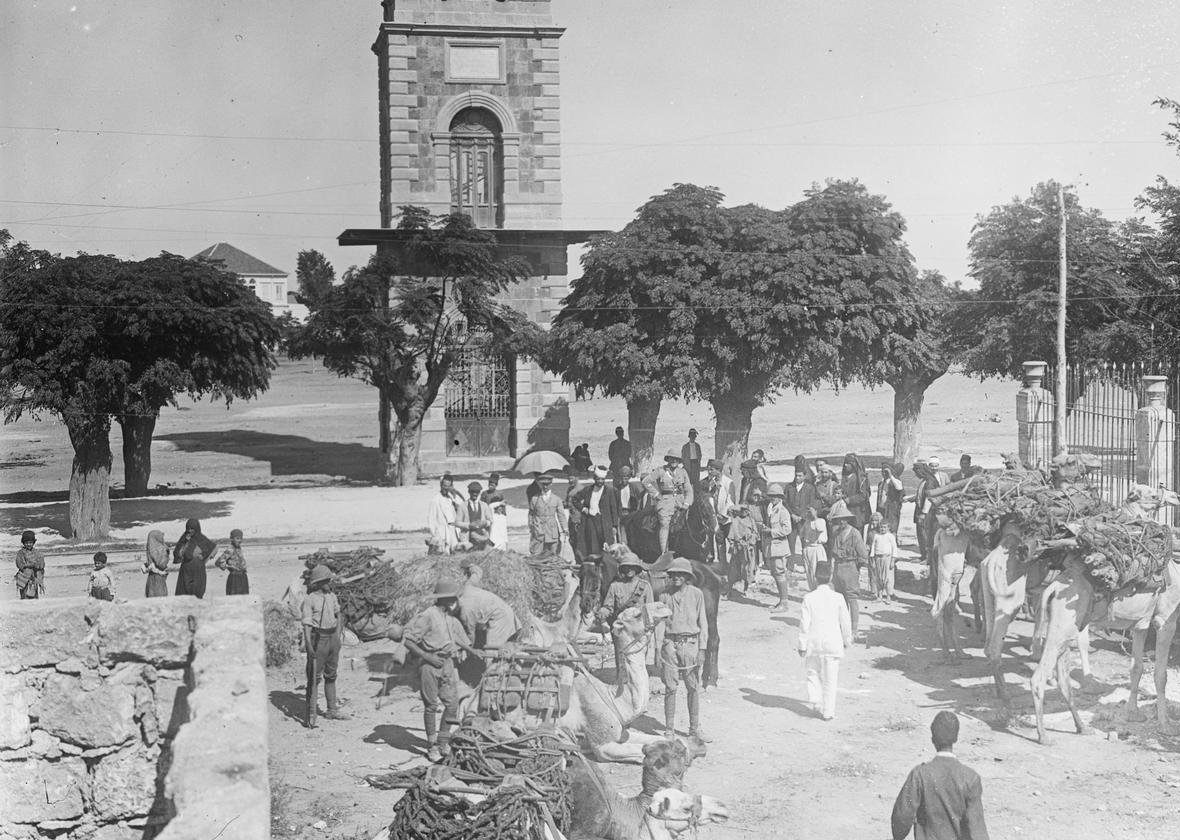
القوات البريطانية مع جمالهم في طرابلس في أكتوبر 1918

كانت طرابلس ومينائها مهمين استراتيجيا، لأن الإمدادات يمكن تفريغها في الميناء ونقلها بسرعة إلى الداخل نحو حمص على الطريق الرئيسي المؤدي إلى حلب. سيؤدي الاستيلاء على طرابلس إلى تحسين قوي لخطوط الاتصال الداعمة للتقدم نحو حلب. لذا ففي 9 أكتوبر أصدر اللنبي أوامره للفرقة السابعة (ميروت) باحتلال طرابلس. فاحتلت الفرقة طرابلس دون مقاومة في 13 أكتوبر بعد أوامر بلفن بمواصلة التقدم الساحلي شمالًا.
كنتيجة مباشرة لاحتلال تلك المدينة وبميناءها الصغير من الأرصفة المناسبة لمخازن الإنزال في حالة الطقس الجيد. صدرت أوامر لفرقة الفرسان الخامسة في 9 أكتوبر بالتقدم نحو حمص، حيث يمكن إمدادهم براً على طول طريق ممهد إلى حد ما من طرابلس. وفي 22 أكتوبر أُنزل مركز لتطهير الإصابات في طرابلس لإجلاء المرضى والجرحى من فرقة الفرسان الخامسة.

## التقدم من دمشق

### انسحاب مجموعة جيش يلدريم من رياق
بعد هجوم سلاح الجو الملكي البريطاني على رياق، سحب ليمان فون ساندرز قواته منها في 2 أكتوبر، وأرسل معظمها -ومنها فيلق آسيا بقيادة العقيد فون أوبن- بقيادة مصطفى كمال إلى حلب لتجهيز دفاعاتها. انسحبت هذه القوة إلى حمص عبر بعلبك في طريقها نحو حلب التي تعد خط دفاع أول يوفر إمكانية لمقاومة قوية، بينما أعدت بقايا الجيش الرابع دفاعًا خلفيًا عن حمص.
كانت الفرقتان الأولى والحادية عشرة من الفيلق الثالث للجيش السابع والفيلق 20 والفيلق 48 مشاة على حالها وقاموا بتراجع قتالي بحلول 6 أكتوبر. تم إعادة تنظيم الفرقتين الأولى والحادية عشرة في الفيلق 20 الجديد والذي احتوى فوجًا تركيًا كاملاً.

### تقدم فرقتي الفرسان الرابعة والخامسة

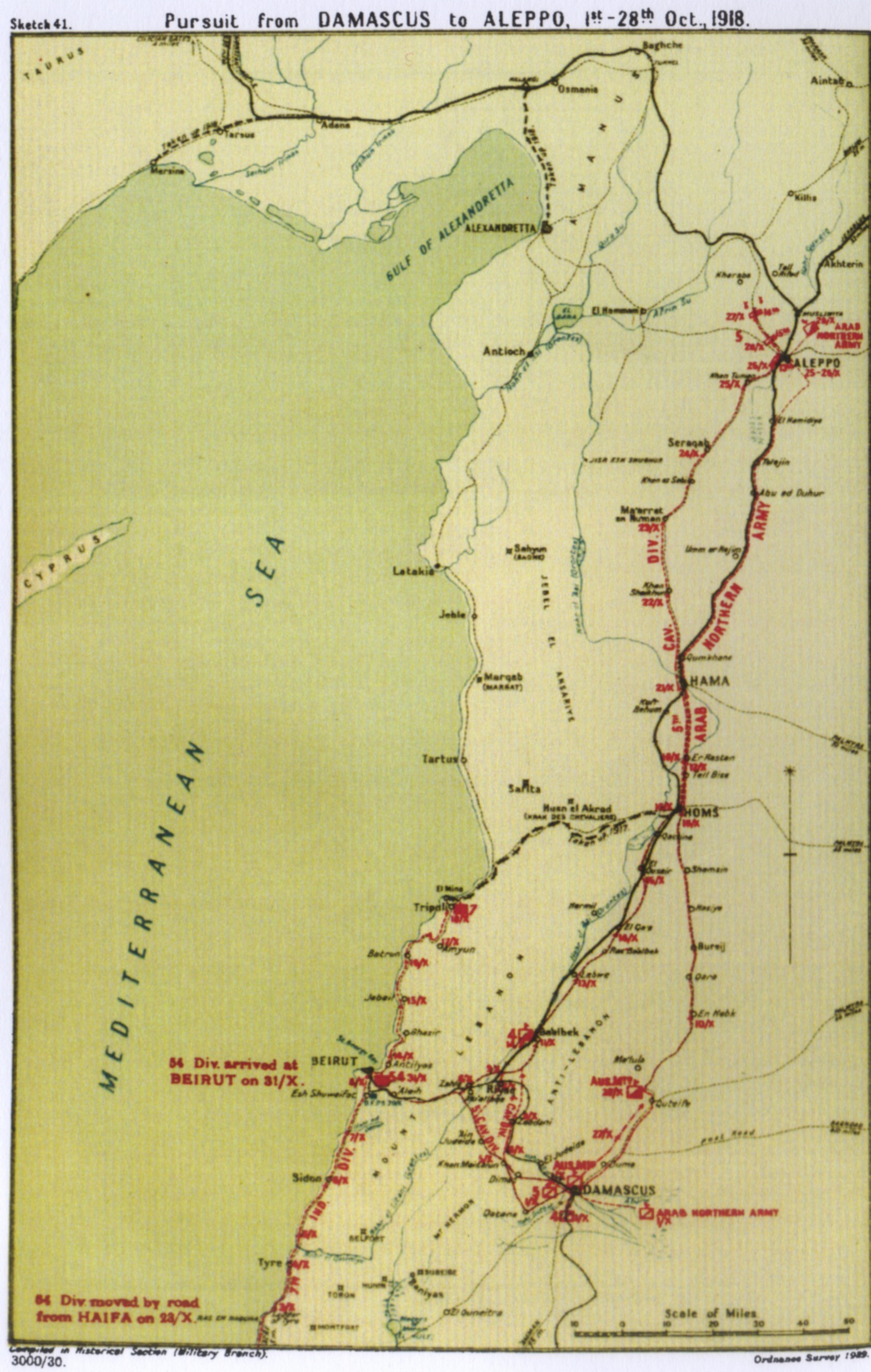
خريطة 41 تظهر التعقب من دمشق إلى حلب، من 1 إلى 28 أكتوبر تقدمت فرقة الخيالة الأسترالية من دمشق إلى حمص، ولكن لم تظهر التقدم في 29 أكتوبر إلى 1 نوفمبر

ووُصف الريف الواقع شمال دمشق بجباله الشاهقة وواديه الخصب ومنحدراته، بأنها أجمل من الريف الواقع جنوبه. فنهر الليطاني يتدفق جنوبا بين سلاسل متوازية من جبال لبنان الغربية والشرقية يدخل البحر بين صور وصيدا. على طول الوادي كانت ترعى الماشية والأغنام والماعز من الشعير والقمح ويزرع الشوفان في الشمال. التصدعات الوحيدة في شمال-جنوب لبنان وجبال لبنان الشرقية تحدث من دمشق إلى بيروت ومن حمص إلى طرابلس.
في 5 أكتوبر بدأ التقدم مجددًا نحو الشمال على الرغم من صعوبة الإمداد. وأراد اللنبي الاستيلاء على موانئ بيروت وطرابلس لتحسين الإمدادات الغذائية لفيلق خيالة الصحراء. ومع ذلك فإن قراره بمواصلة المطاردة نابع من طموح وقرار نادر. وهي خطوة جريئة لأن قوات الإمبراطورية البريطانية ستكون بعيدة عن نطاق الدعم من قوة التجريدة المصرية.
أخبر اللنبي شوفيل عن خطط حملته إلى حلب في مقر شوفيل الجديد في مبنى سابق لقيادة مجموعة جيش يلدريم في الضواحي الجنوبية الغربية خلال رحلته إلى دمشق يوم 3 أكتوبر. كان من المقرر أن تحمي فرقة الخيالة الأسترالية دمشق، بينما تقوم فرقتي الفرسان الرابعة والخامسة بالتوجه نحو رياق 30 ميل (48 كـم) شمال غرب دمشق لإنشاء خط أمامي جديد يمتد شرقاً إلى بيروت.

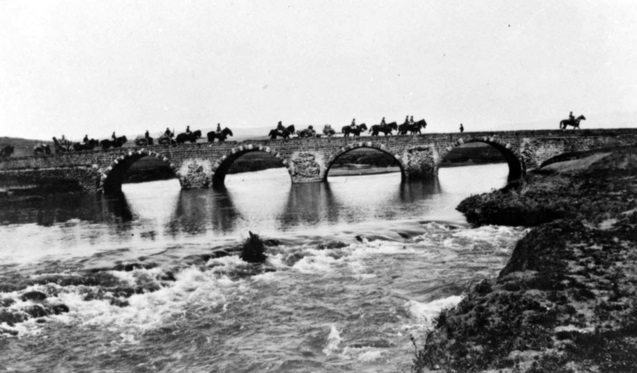
'مجموعة المدفعية الثقيلة الأسترالية تعبر نهر الليطاني أثناء مسيرتها نحو حلب من طرابلس في فبراير 1919

غادرت فرقتا الفرسان الرابعة والخامسة دمشق معًا في 5 أكتوبر ودخلت إلى خان ميسلون على بعد 15–18 ميل (24–29 كـم) من دمشق الذي يرتفع 3,500 قدم (1,100 م) فوق سطح البحر. انتقلت فرقة الفرسان الرابعة من خان ميسلون إلى الزبداني على سكة الحديد بين دمشق ورياق بينما تحركت فرقة الفرسان الخامسة باتجاه رياق على الطريق الرئيسي عبر شتورة. وفي المسير نحو شتورة واجهتهم عاصفة شديدة، وازدادت بمجرد وصولهم إلى معسكرهم، واستمرت معظم فترات الليل. ولم تحسن تلك الأمور فيما يتعلق بتفشي الملاريا، الذي كان تقريبًا في ذلك الوقت في أعلى مستوياته.
احتلال رياق
في اليوم التالي تحركت فرقة الفرسان الخامسة باتجاه رياق. نحو السكة الحديد الرئيسي القادم من الأستانة مع سكة الحديد القادم من بيروت ودمشق والتي تتفرع عند رياق على بعد 30 ميل (48 كـم). أفادت الأنباء أن رياق كان بها حوالي 1000 جندي عثماني وألماني. وفي ليلة 5/6 أكتوبر انسحب العثمانيين منها. فدخلت فرقة الفرسان الخامسة واللواء 14 إليها في 6 أكتوبر لتجد دمارًا كبيرًا تسببت فيه الغارة الجوية لسلاح الجو الملكي البريطاني في 2 أكتوبر، وأسروا بعض الجنود وغنموا عربات السكك الحديدية ومعدات عسكرية ومخازن مهندسين وعدة قاطرات وشاحنات سكك حديدية في رياق. وقد عثروا على بقايا 32 طائرة ألمانية، ومنها بعض من أحدث الأنواع التي تم التخلي عنها أو حرقها من قبل العدو. كما أسر لواء الفرسان الرابع عشر 177 أسيرا وبعض البنادق عندما احتلوا زحلة على بعد أميال قليلة شمال رياق دون مقاومة أيضا.

### احتلال بعلبك
في 9 أكتوبر أمر اللنبي بمواصلة التقدم نحو حمص. ففي 10 أكتوبر احتلت بعلبك دون مقاومة بواسطة عربة استطلاع مصفحة خفيفة. بعلبك هي المرحلة الأولى من تقدم فرقة الفرسان الخامسة إلى حمص.

#### نهاية حملة فرقة الفرسان الرابعة
كانت قوة التجريدة المصرية تتفوق عدديًا على العدو في المنطقة عندما اتخذ اللنبي القرار الأولي بإرسال فرقتي الفرسان الرابعة والخامسة حتى خط رياق-بيروت. ومع ذلك كانت أعداد فيلق خيالة الصحراء تنخفض يوميا بقوة، بسبب إصابة جنودها بالأمراض مما أضعف من فعالية الفيلق.
في 14 أكتوبر انتقلت فرقة الفرسان الرابعة إلى شتورة التي ترتفع 3,000 قدم (910 م) في وادي رياق. ثم وصلت في 16 أكتوبر إلى بعلبك في سهل البقاع حيث النهار حار والليل بارد. إلا أن حركتها قد شلت بسبب الخسائر البشرية من تفشى وباء الملاريا الخبيث والإنفلونزا فجأة. أخلت الفرقة حوالي 80% من قواتها؛ 3600 مريض مات منهم 400. أمضى ألنبي وشوفيل عدة أيام في زيارة القوات حيث الفرقة في بعلبك واللواء في اللبوه. ويمكن تخيل صعوبة رعاية الخيول، مما ألزم بتوفير عدد من الأسرى الأتراك لمساعدتهم.
بدأت فرقة الفرسان الخامسة تقدمها نحو حلب في 20 أكتوبر، وانتقلت فرقة الفرسان الرابعة التي تقلصت إلى 1200 جندي بسبب المرض شمالًا لحماية حمص. وأشار فولز إلى أنه لم تكن قادرة على القيام بذلك: لا تزال أقل امكانية لدعم الفرقة الخامسة عند احتياجها في حلب. فقد انتهت الحرب العظمى عند فرقة الفرسان الرابعة.

### تقدم فرقة الفرسان الخامسة وجيش الشريف

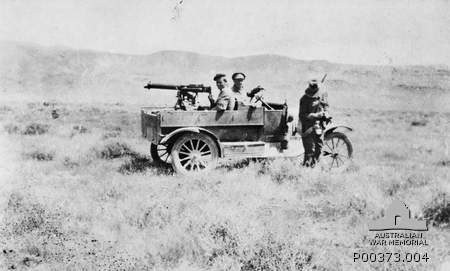
عربة فورد يقودها جنود أستراليون ومسلحون بمدفع رشاش Vickers 0.303 مثبت على حامل ثلاثي القوائم

لم تتأثر فرقة الفرسان الخامسة بشدة من المرض وتمكنت من مواصلة تقدمها، فحاصرت العفولة والناصرة بعيدًا عن مناطق انتشار البعوض على طول نهر الأردن. كما أنهم لم يشاركوا في القتال في جسر بنات يعقوب عندما كانوا في الاحتياط لفرقة الخيالة الأسترالية. والآن أمرهم اللنبي بالتقدم نحو حمص، بينما بقيت فرقة الفرسان الرابعة التي بالكاد تضم عددًا كافيًا من الرجال للقيام بواجبات الحراسة العادية في حامية منطقة زحلة - رياق - بعلبك.
تم تنظيم فرقة الفرسان الخامسة في طابورين للتوجه نحو حمص. يتألف الطابور الأساسي من لواء الفرسان الثالث عشر. بينما احتوى الطابور الآخر على بطارية HAC وسيارات مصفحة مع بقاء باقي الفرقة ليكونوا على بعد مسيرة يوم خلفهم. وقد أمر شوفيل الفرقة بالتقدم في وادي نهر الليطاني، بينما قام 1500 جندي حجازي بقيادة نوري بك التابع لجيش شريف مكة بقيادة الأمير فيصل الذي يغطي ميمنة سلاح الفرسان بالتقدم شمالاً على طول طريق دمشق-حمص الرئيسي. وصلت مقدمة سلاح الفرسان إلى اللبوه في 13 أكتوبر ثم القاع في 14 أكتوبر ثم القصير في 15 أكتوبر، بمجموع 44 ميل (71 كـم) مروراً بالسهل الخصب لوادي نهر الليطاني حيث توفر الخبز واللحوم الحبوب، ومن السهل الاستيلاء عليها.

#### احتلال حمص

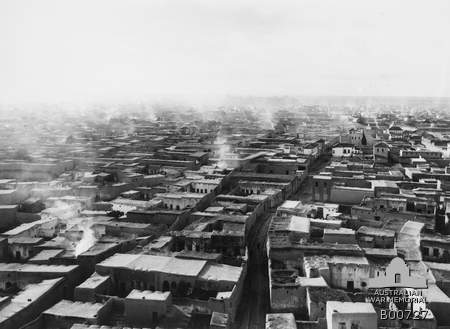
حمص، نوفمبر 1918

طُلب من جمال كوتشوك [الإنجليزية] آمر الجيش الرابع بتشكيل حامية خلفية في حمص للسيطرة عليها لأطول فترة ممكنة، بينما واصل فيلق آسيا بقيادة فون أوبن (الذي كان جزءًا من الجيش الثامن سابقًا) سيره نحو حلب حيث مصطفى كمال وفلول جيشه السابع كانوا يستعدون للدفاع عنها. وفي 16 أكتوبر وصلت مدرعات لواء الفرسان الثالث عشر والجيش الشريفي لنوري بك إلى المدينة التي يبلغ عدد سكانها 70,000 نسمة بقلعتها الصليبية، وتم تطويق مقر قيادة الجيش الرابع في حمص والاستيلاء عليه على الرغم من ورود تقارير عن خروجهم من حمص قبل أيام.
وفي ذلك الوقت كانت الفرقة السابعة (ميروت) قد استولت على بيروت وطرابلس على ساحل البحر الأبيض المتوسط، ولم يعثر على تعزيزات متوقعة للجيش العثماني، وأفاد سلاح الجو الملكي أن حماة التي تبعد 27 ميل (43 كـم) شمال حمص فارغة منهم. في 18 أكتوبر أمر اللنبي شوفيل بالاستعداد لدفع فرقة الفرسان الخامسة شمالًا في 20 أكتوبر والاستيلاء على حلب يوم 26 أكتوبر. كان اللنبي قد أمر سرية الدوريات الخفيفة الثانية والبطارية الخفيفة الثانية المدرعة والتي ألحقت بالفرقة السابعة (ميروت) (الفيلق الحادي والعشرون) للانضمام إلى فرقة الفرسان الخامسة في حمص.

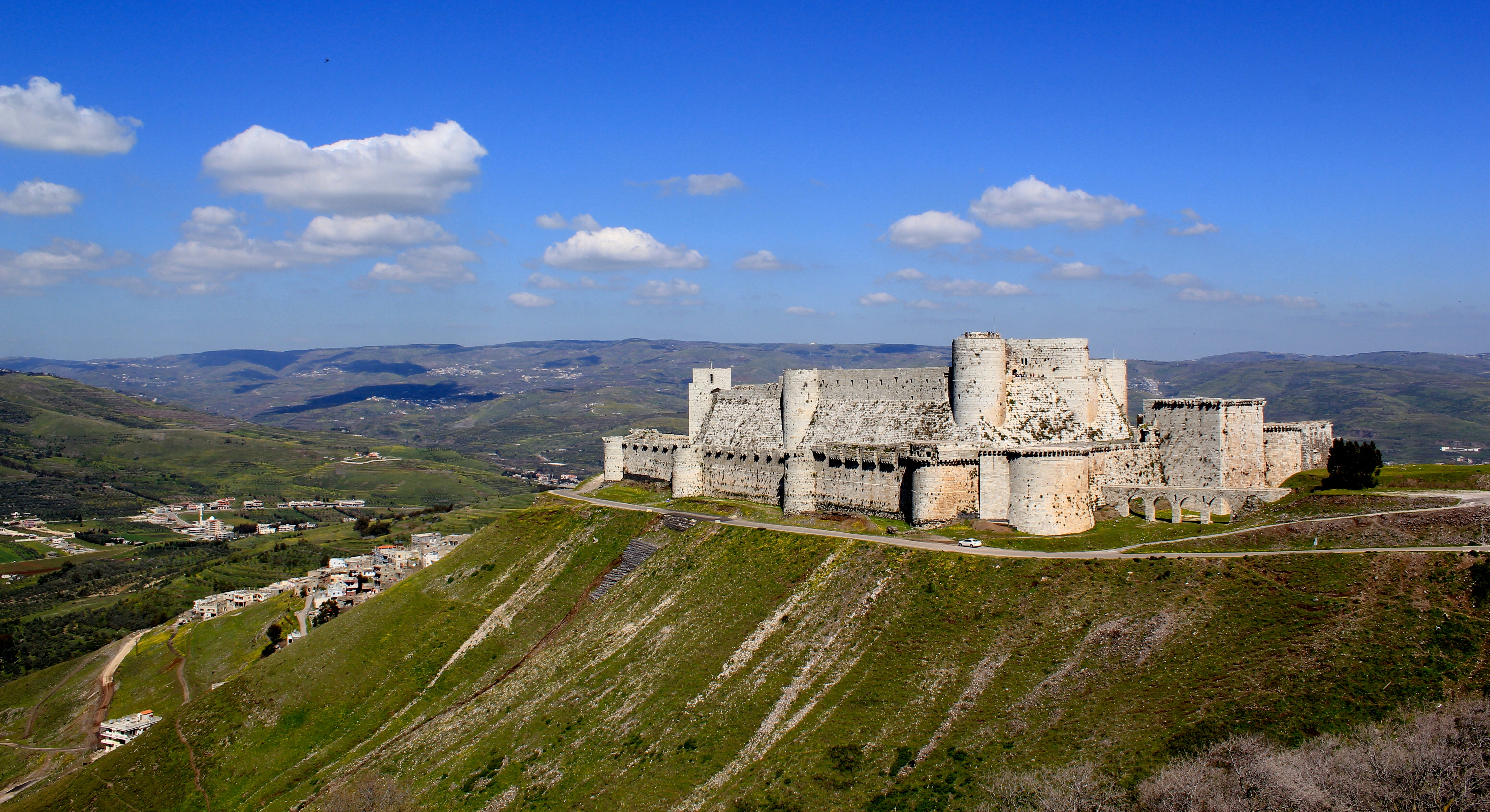
قلعة الحصن أو حصن الأكراد المطل على حمص.

احتوت القوة القتالية لفرقة الفرسان الخامسة البالغة 2500 فرد أقوى رتل من العربات المدرعة المستخدمة حتى الآن في المسرح. انطلقت الدوريات الخفيفة الثانية من السلوم في الصحراء الغربية على الحدود المصرية الليبية في 11 أكتوبر إلى الحمان. وفي 13 أكتوبر سافروا بالقطار من الحمان إلى الإسكندرية على سكة حديد الخديوي للوصول إلى رأس السكة الحديد في اللد في 15 أكتوبر. ومن اللد قادوا سيارتهم عبر طولكرم في 16 أكتوبر، ثم عكا في 17 أكتوبر، وبيروت في 18 أكتوبر، وحمص في 20 أكتوبر ليكونوا ميدان العمليات شمال حماة في اليوم التالي بعد أن قطعوا 1,200 ميل (1,900 كـم). نصفها عن طريق البر في عشرة أيام.
كان من المقرر أن تتقدم فرقة الفرسان الرابعة إلى حمص دعماً لها. ولكن أبلغ شوفيل أن الفرقة غير قادرة على التحرك، فقرر اللنبي عدم المخاطرة بفرقة الفرسان الخامسة ضد حلب التي تبعد 120 ميل (190 كـم). واعتبر أن المدينة بعيدة جدًا لتكون هدفًا له مع ازدياد التهديد بمواجهة مع مؤخرة لجيش عثماني فعال كلما اتجهوا شمالًا، وأمر بالتوقف عند حماة.

#### احتلال حماة

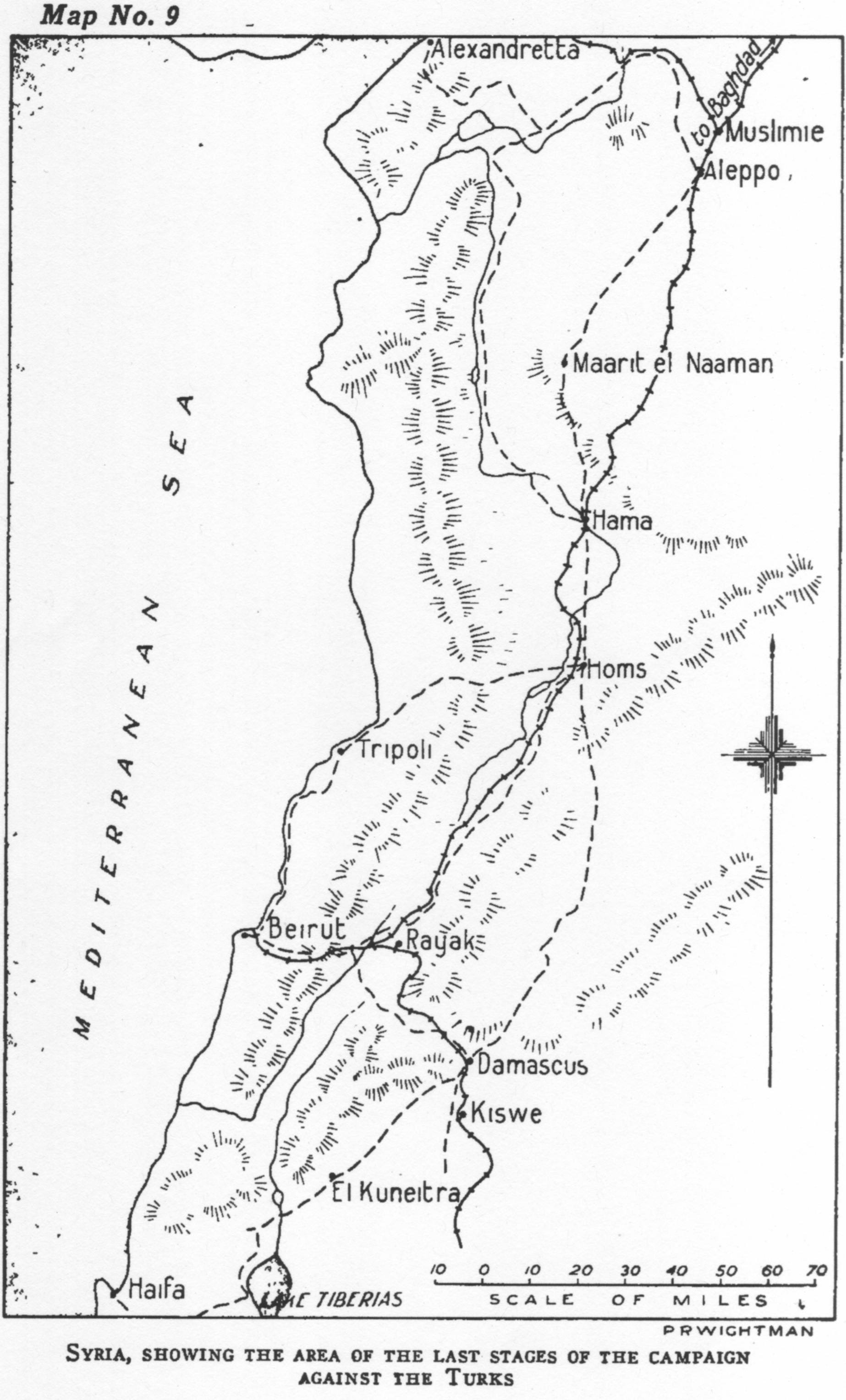
مقطع لخريطة 9 تظهر من بحيرة طبريا إلى اسكندرونة مع جبال لبنان الشرقية والغربية والأنهار والطرق الرئيسية وخطوط السكك الحديدية

أنشأ جنود ما تبقى من فوج المشاة 48 الذي كان جزءًا من الفرقة 16 العثماني وفيلق آسيا (الجيش الثامن سابقًا) في بداية معركة سهل نابلس في 19 سبتمبر حامية في حماة. ولكن الحامية اضطرت إلى الانسحاب في 19 أكتوبر مع اقتراب فيلق خيالة الصحراء.
بعد عدم تمكن فرقة الفرسان الرابعة تقديم الدعم لفرقة الفرسان الخامسة، وعد الأمير فيصل أن يعزز القوات بإرسال 1500 جندي من حمص بقيادة الشريف ناصر، وكان يأمل في جمع الآلاف من العرب المحليين في مسيرته. بالإضافة إلى 1500 فرد من الجيش الشريفي النظامي بقيادة نوري بك. موجودون فعليا لحراسة ميمنة فرقة سلاح الفرسان الخامسة. ومع ذلك قرر اللنبي عدم المخاطرة ووقف المطاردة. فكان أن تبقى فرقة الفرسان الخامسة لتحتل مدينة حماة التي يبلغ عدد سكانها 60,000 نسمة والتي كانت قد استولت عليها قوة الشريف فيصل قبل 20 أكتوبر.
وصل الأمر بوقف المطاردة إلى ماكاندرو قائد فرقة الفرسان الخامسة، بعد مسيرة يومه الأول من حمص باتجاه حماة مساء يوم 20 أكتوبر. وجاء رده كالتالي:
غير مفهوم. فالقوات قد تقدمت كثيرًا، وأنا أقترح التوجه نحو حلب بالمدرعات. أعتقد أن طريق السكة الحديد سيتجنب كل الجسور المنهارة. سنكون في حماة ظهر غد وهي بأيدينا حاليا. لا توجد مقاومة متوقعة في حلب تجبرنا على التأني. نأمل أن يؤدي التقدم إلى تأمين المحركات والعربات. - ماكاندرو، قائد فرقة الفرسان الخامسة، أرسلت برقية 22:15 في 20 أكتوبر.
طلب شوفيل رأي اللنبي بعد تلقي رسالة ماكاندرو. فغير اللنبي رأيه ووافق على التقدم إلى حلب في 21 أكتوبر 1918.

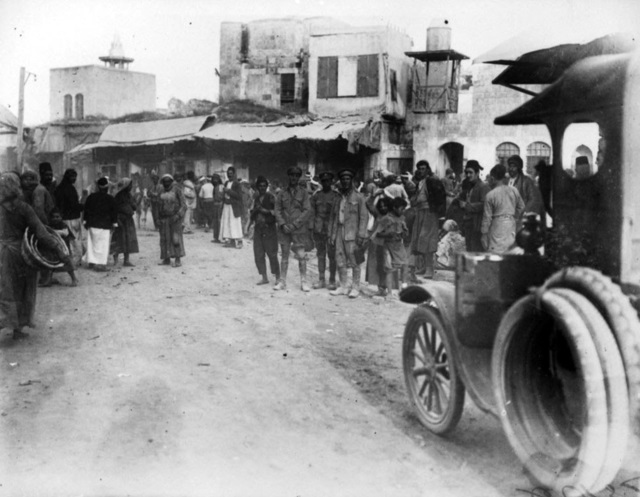
مدينة حماة في ديسمبر 1918 أثناء احتلال الجيش البريطاني.

قامت مجموعة جيش يلدريم المنسحبة بتفجير الجسر فوق نهر العاصي في الرستن على بعد 10 ميل (16 كـم) شمال حمص. ولكن اكتمل إصلاح الجسر في 21 أكتوبر. فوصلت في ظهر ذلك اليوم قيادة فرقة الفرسان الخامسة ومعها السيارات المدرعة إلى حماة.

#### استمرار التقدم نحو حلب

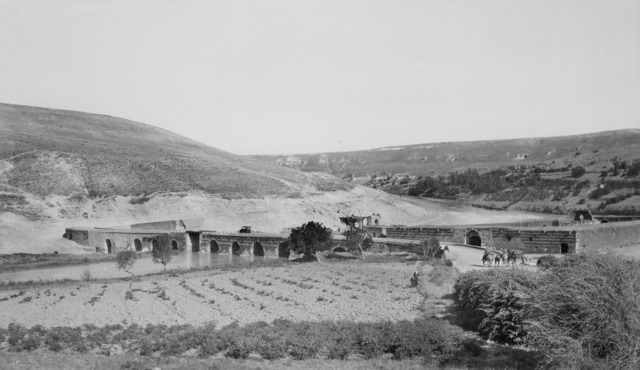
سيارة تعبر الجسر فوق نهر العاصي في الرستن

واصل الرتل ‹أ› من فرقة الفرسان الخامسة بقيادة ماكاندرو تقدمه في 21 أكتوبر حتى وصل إلى 5 أميال (8.0 كم) شمال حماة. وقد أرسل اللنبي الكثير من السيارات المصفحة مع الفرقة الخامسة؛ مما يساعدها بقوة نيران قوية.
وأجرت المدرعات عمليات استطلاع واسعة يوم 22 أكتوبر حتى معرة النعمان 35 ميل (56 كـم) عن حماة دون رؤية العدو. واصلوا رحلتهم 7 ميل (11 كـم) ليصلوا قريبا من خان السبل 44 ميل (71 كـم) شمال حماة. وفي منتصف الطريق إلى حلب شاهدوا الساعة 14:30 قوة جوالة للعدو وشاحنات مسلحة. دارت معركة بين القوة الجوالة ومعها مدرعة ألمانية وست شاحنات وبين مدرعات تابعة لفرقة الفرسان الخامسة، تمكنوا من الاستيلاء على المدرعة الألمانية وشاحنتان مسلحتان وأسر 37 جنديا.
وصلت السيارات المدرعة لفرقة الفرسان الخامسة في نهاية الأمر إلى زور دفاي على بعد 50 ميل (80 كـم) من حماة و 20 ميل (32 كـم) من جنوب حلب، في وقت متأخر من بعد ظهر يوم 22 أكتوبر قبل أن يعودوا إلى الشمال مباشرة من خان سريقين، حيث عسكروا في سراقب 9 ميل (14 كـم) من خان السبل و 30 ميل (48 كـم) من حلب. وصل لواء الفرسان الخامس عشر (الخدمة الإمبراطورية) إلى خان شيخون في وقت متأخر من ظهر يوم 22 أكتوبر.

### الدعم الجوي

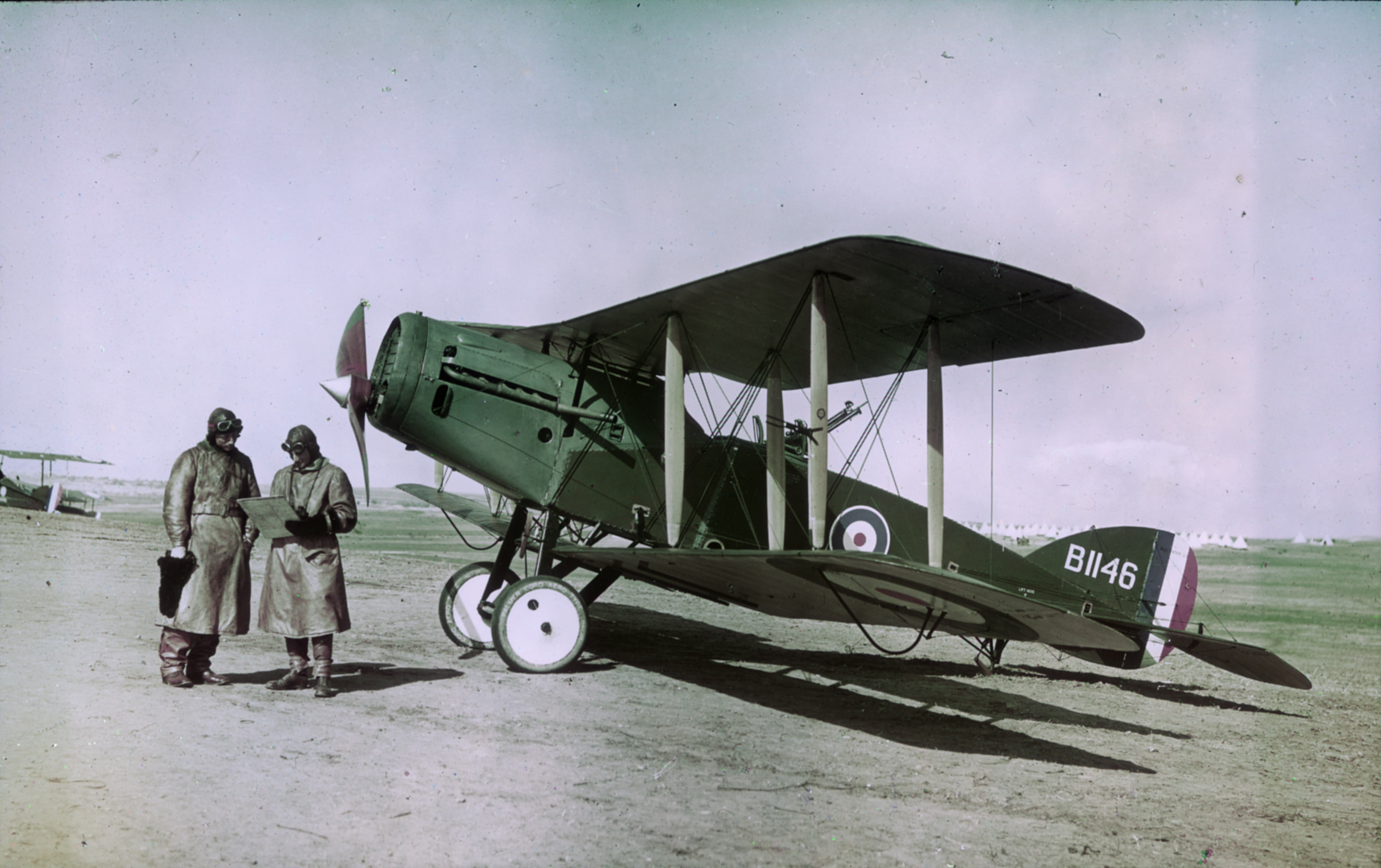
صورة ملونة باليد لمقاتلة Bristol F.2B في فلسطين فبراير 1918.

قام مقاتلو بريستول من السرب الأول بتحريك قاعدتهم من الرملة إلى حيفا، وفي منتصف أكتوبر كان مطلوبًا منهم القيام بدوريات واستكشاف منطقة واسعة من البلاد، وأحيانًا ما بين 500 و 600 ميل (800 و 970 كـم). فحلقت فوق رياق وحمص وبيروت وطرابلس وحماة وحلب وكلس وإسكندرونة لدعم تقدم اللواء الخامس عشر لخيالة الخدمة الامبراطورية ومدرعات فيلق خيالة الصحراء.
قام السرب بعمليات استطلاع جوية وغارات قصف، فقصفوا المطار الألماني في رياق في 2 أكتوبر حيث شاهدت مقاتلتين بريستول بعد ثلاث ساعات من الغارة 32 مركبة ألمانية محترقة أو متروكة. وفي 9 أكتوبر هاجمت 5 طائرات بريستول بالقنابل والمدافع الرشاشة جنودًا كانوا يستقلون القطارات في محطة قطارات حمص. ووقع هجوم مماثل في 16 أكتوبر عندما استهدفت قطارات في محطة حماة. وفي 19 أكتوبر شوهدت أول طائرة ألمانية في الجو منذ القتال الجوي فوق درعا، وهي طائرة من طراز D.F.W ذات المقعدين فأجبروها على الهبوط. وكذلك قصف مفترق سكة حديد المسلمية بين سكة حديد بغداد وفلسطين شمال حلب في 23 أكتوبر، وفي الظهيرة قصفت خمس طائرات أسترالية المدينة ومحطة قطارات حلب.

## استيلاء القوات العربية على حلب

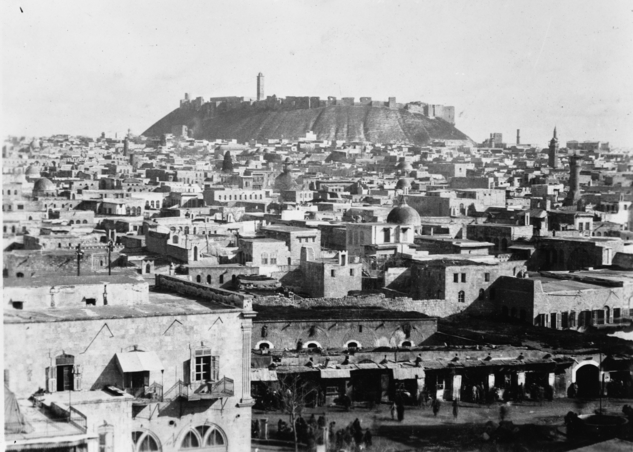
حلب في 1918 وتشرف عليها قلعتها

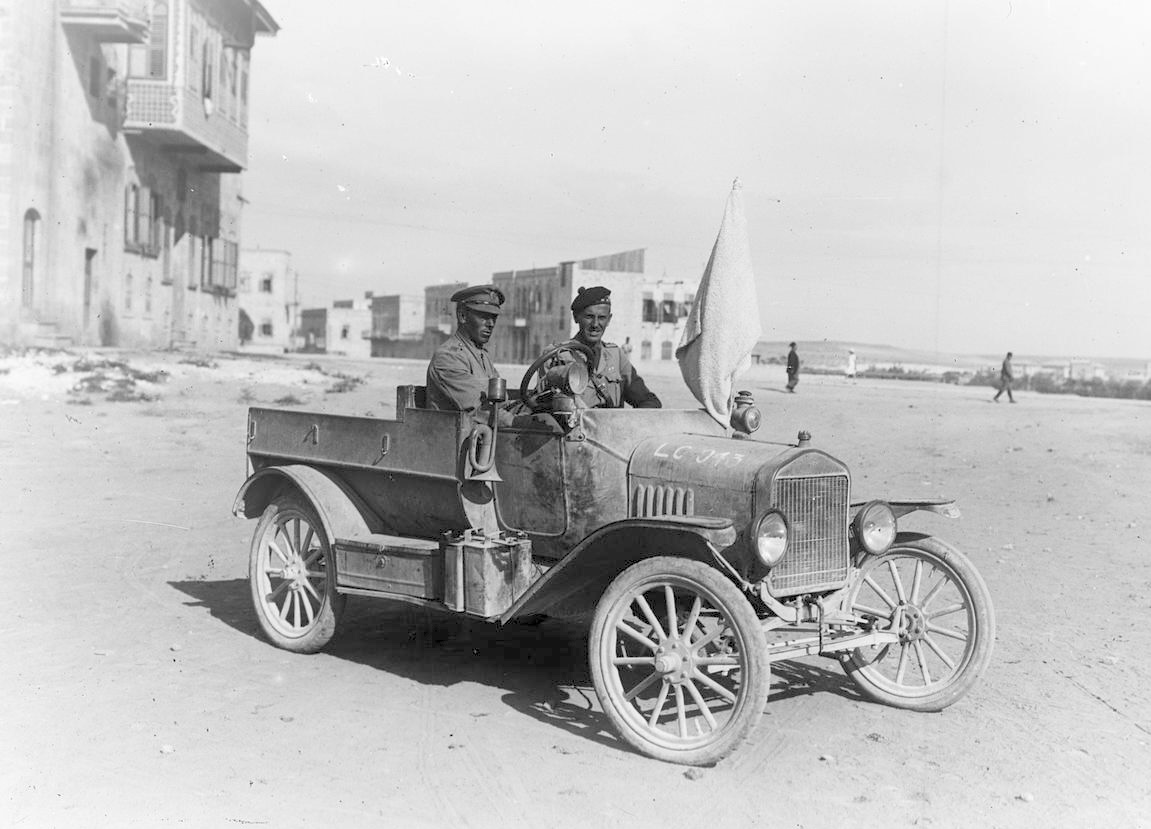
النقيب ماكنتاير قائد الدوريات الخفيفة السابعة، الذي طلب دون فائدة من مصطفى كمال استسلام حلب، مع استخدام علم الهدنة في 23 أكتوبر.

انضمت مدينة حلب الغارقة في التاريخ إلى الدولة العثمانية في سنة 1516، وبلغ عدد سكانها في بداية الحرب العالمية الأولى 150 ألف نسمة، وتبعد عن دمشق حوالي 200 ميل (320 كـم) شمالاً، وهي على بعد أميال قليلة جنوب خط سكة حديد استراتيجي مهم، وهو تقاطع سكة حديد فلسطين مع سكة حديد بغداد عند مفرق المسلمية. وقد نظم مصطفى كمال قائد الجيش السابع ونهاد باشا [الإنجليزية] قائد الجيش الثاني مابين 6000 إلى 7000 جندي للدفاع عن حلب.
عندما وصلت المدرعات التابعة لفرقة الفرسان الخامسة إلى الدفاعات الجنوبية في 23 أكتوبر، طالب قائد الدوريات الخفيفة السابعة تحت علم الهدنة مصطفى كمال بتسليم حلب، وهو ما تم رفضه.
بينما كان قائد المدرعات يخطط للهجوم في 26 أكتوبر، قامت قوات الشريف بقيادة العقيد نوري بك والشريف ناصر بالهجوم على المدينة في النهار يوم 25 أكتوبر ولكنه فشل، ثم قاموا بهجوم آخر في الليل، تمكنوا من الاستيلاء على المدينة بعد قتال شوارع عنيف داخل المدينة استمر طيلة الليل.

## التقدم نحو حريتان
بعد الاستيلاء على حلب، قام مصطفى كمال بنشر بقايا الجيش السابع في شمال وشمال غرب حلب، وقام نهاد باشا بنشر الجيش الثاني المكون من حوالي 16000 جندي إلى الغرب في قيليقية، وانتشر الجيش السادس بقيادة علي إحسان ومعه 16000 جندي ممن سحبوا من العراق إلى الشمال الشرقي حول نصيبين. وأعداد القوات العثمانية تفوق بقوة عدد اللواء 15 للخدمة الإمبراطورية. ومع ذلك ففي 26 أكتوبر تقدمت كتائب تابعة للواء الفرسان 15 للخدمة الإمبراطورية بدون دعم مدفعي، ولكن مع سرية من كتيبة الرشاشات 15، كجزء من هجوم ماكاندرو الوقائي على حلب، حيث تقدمت عبر سلسلة من التلال إلى الغرب من المدينة لقطع طريق اسكندرونة. ثم واصلوا تقدمهم شمال غرب حلب باتجاه حريتان.
وشاهد لواء الفرسان الخامس عشر للخدمة الإمبراطورية شمال حلب رتل عثماني كبير ينسحب على طول طريق الإسكندرونة. فتقدمت كتيبة رماة ميسور للهجوم؛ ثلاثة سرايا في صف رتل كتيبة، أما السرية الرابعة فهي لدعم الاستيلاء على موقع حماية متأخر يوجد به 150 جنديًا عثمانيًا مسلحين بالبنادق والمدفعية. ولكن الهجوم الأول فشل. ثم حاولت كتيبة رماة ميسور بهجوم آخر، ولكنه فشل أيضا بعد تعزيز الموقع بقوة من حوالي 2000 جندي بقيادة مصطفى كمال. استمر القتال طوال اليوم حتى حوالي الساعة 23:00 عندما وصل لواء الفرسان الرابع عشر (فرقة الفرسان الخامسة)، فانسحبت القوة العثمانية منهية آخر اشتباك عسكري لتلك الحرب في مسرح الشرق الأوسط.
وخلال فترة ال 38 يومًا ما بين 19 سبتمبر و 28 أكتوبر، سار لواء الفرسان الخامس عشر للخدمة الإمبراطورية 567 ميل (912 كـم) وخاضت فرقة الفرسان الخامسة ستة معارك وخسرت 21% من خيولها.

### عمليات فرقة الفرسان الخامسة

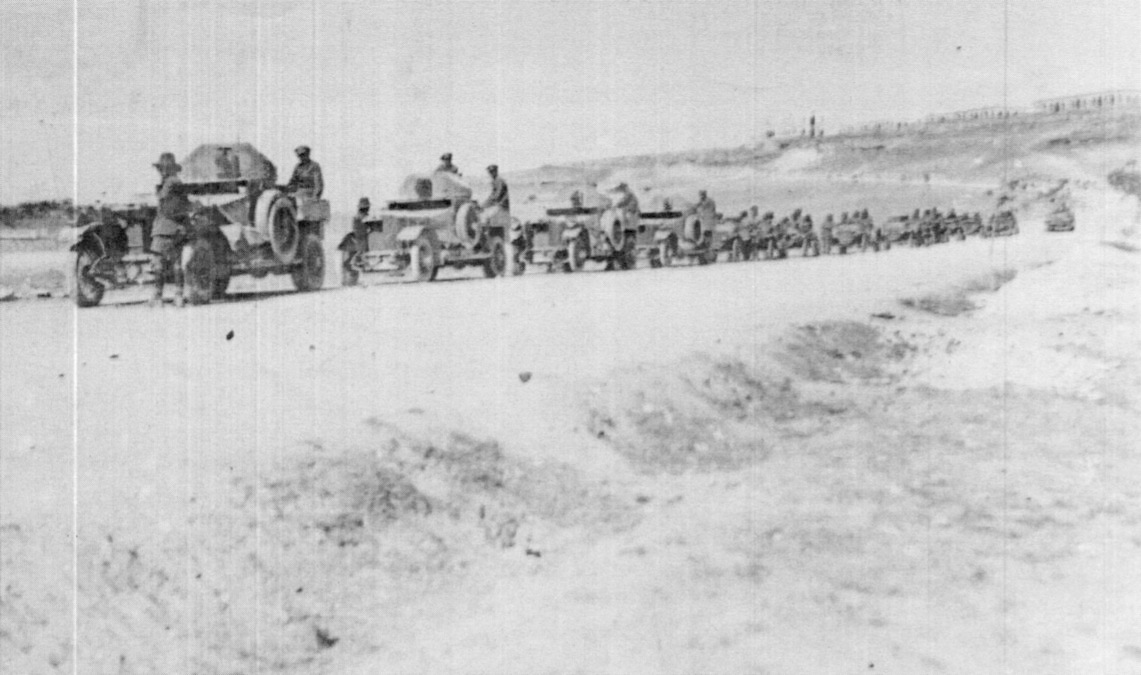
تجمع للبطاريات المصفحة مع الدوريات الخفيفة من لواء الفرسان الخامس على طريق في شمال حلب. ويرى في الخلف ثكنة محمد علي العسكرية.

فيما انسحب لواء الفرسان 15 للخدمة الإمبراطورية إلى ضواحي حلب، وصلت بقية فرقة الفرسان الخامسة يوم 26 أكتوبر. وقام لواء الفرسان 13 استطلاعًا في 27 أكتوبر، فاكتشف موقعا لحامية عثمانية على بعد 3.5 ميل (5.6 كـم) شمال حريتان. وفي اليوم التالي أفادت سيارات مصفحة أن الحامية انسحبت 5 ميل (8.0 كـم) إلى دير جمال. وفي 29 أكتوبر احتل الجنود العرب محطة المسلمية، وهي تقاطع سكة حديد بغداد مع سكة حديد فلسطين. فانقطعت المواصلات بين العاصمة الأستانة مع بغداد، وأنهت السيطرة العثمانية على 350 ميل (560 كـم) من الأراضي. وفي 30 أكتوبر لم تكن الحامية العثمانية في دير جمال قد انسحبت بعد، وقد أنشئ العثمانيون خط دفاعي جديد يبعد 4 ميل (6.4 كـم) إلى الشمال، وبطول 25 ميل (40 كـم) يعبر جزئيًا طريق الإسكندرونة. تم الدفاع عن هذا الخط بقوة أكبر بست مرات من قوات ماكاندرو، واحتوت على الفرقتين الأولى والحادية عشرة من الفيلق 20 الذي أنشئ حديثًا مع ما بين 2000 و 3000 جندي متطوع، وعزز بفوج كامل، والفرقتان 24 و 43 بقيادة مصطفى كمال باشا الذي كان مقره الرئيسي في قاطمة. أبقت فرقة الفرسان الخامسة هذا الخط تحت المراقبة بانتظار تعزيزها من فرقة الخيالة الأسترالية.

### تقدم فرقة خيالة الصحراء الأسترالية

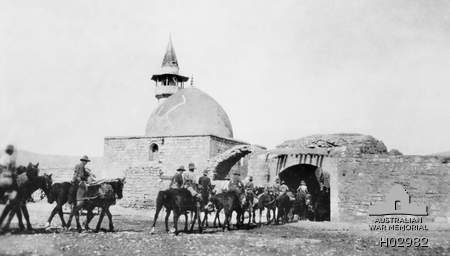
وصول فرقة الخيالة الأسترالية إلى القطيفة شمال دمشق

أمر شوفيل فرقة الخيالة الأسترالية بالتوجه نحو حلب لتقديم الدعم لفرقة الفرسان الخامسة. فبدأت الفرقة بالخروج من دمشق يوم 27 أكتوبر عبر دوما والنبك شرق جبال لبنان الشرقية، فوصلت حمص في 1 نوفمبر؛ حيث علموا أن الحرب ضد الدولة العثمانية قد انتهت.
بدأ تقدم فرقة الخيالة الأسترالية في 25 أكتوبر عندما تحركت الحامية من القنيطرة، وانضمت إلى الفرقة في المزة في الساعة 15:30 يوم 26 أكتوبر. تم استلام أوامر التقدم إلى حمص في 27 أكتوبر وغادروا دمشق في اليوم التالي.
سارت الفرقة 156 كيلومتر (97 ميل) في أربعة أيام حتى وصولها قرية جندر الصغيرة التي تبعد 18 ميل (29 كـم) جنوب حمص مساء يوم 31 أكتوبر، أو ربما حسياء من نفس الليلة، عندما استقبل هودجسون أخبار الهدنة لاسلكياً. تم إبرام الهدنة في 31 أكتوبر. وبما أن لايوجد مياه في المنطقة فقد واصلت فرقة الخيالة الأسترالية مسيرها لتصل إلى حمص في اليوم التالي، أي 1 نوفمبر بعد أن قطعت مسافة 50 ميل (80 كـم) خلال تقدمهم الأخير.
في 3 نوفمبر تم إبرام هدنة مع الإمبراطورية النمساوية المجرية وبدأت فرقة الخيالة الأسترالية رحلتها الأخيرة، حيث ساروا من حمص إلى طرابلس على ساحل البحر الأبيض المتوسط، ومكثوا فيها حتى نقلوا مرة أخرى إلى مصر في نهاية فبراير 1919.

## النتائج
اقتبس التاريخ الرسمي التركي للحملة أرقام الجنرال ويفيل عن 75,000 أسير و 360 مدفع استولت عليها قوة التجريدة المصرية بين 18 سبتمبر و 31 أكتوبر. ففي 38 يومًا من القتال احتلت تلك القوات 350 ميل (560 كـم) من أراضي السلطنة العثمانية وأكثر من 100,000 أسير وخسائر غير معروفة.
ووفقًا لفولز فإن «اتساع الهزيمة التركية في التاريخ العسكري الحديث ليس له مثيل». فنجاح الحملة البريطانية كان بسبب التخطيط الدقيق والتنفيذ الجريء. فالاستخدام المشترك والمنسق للمدفعية والمشاة وسلاح الجو الملكي وسلاح الفرسان كلها كانت جوانب أساسية للخطة. ومع ذلك فإن ما حوّل المعركة من اختراق ناجح لجبهة الجيش التركي الثامن إلى كانت معركة إبادة كبرى التي انتهت بالتدمير الكامل لثلاثة جيوش عثمانية هي الاستخدام البارع والجريء لسلاح الفرسان ... من قبل اثنين من جنرالات سلاح الفرسان اللنبي وشوفيل.
وتكبدت قوة التجريدة المصرية خسارة 782 قتيلاً و 4179 جنديًا جريحًا. بين 19 سبتمبر و 31 أكتوبر بلغ عدد الضحايا 5666 ضحية. وخسر فيلق الخيالة الصحراء 650 من مجموع القتلى. أما خسائر المعارك في حملات قناة السويس وسيناء والشام والأردن من يناير 1915 فلغ مجموعها 51451.

### مجموعة جيش يلدريم

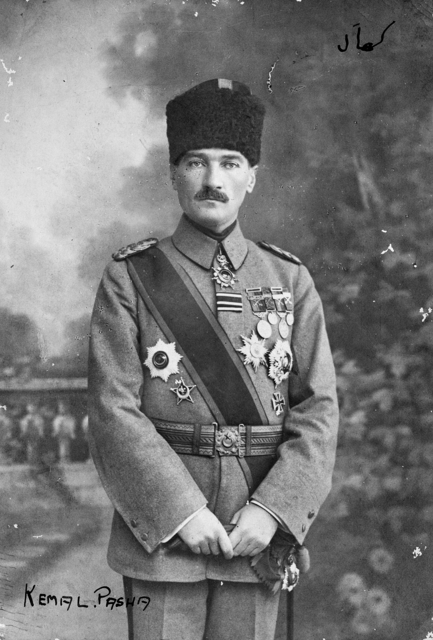
مصطفى كمال باشا آمر مجموعة جيش يلدريم في 1918.

تم استدعاء ليمان فون ساندرز إلى إسطنبول في 30 أكتوبر بعدما قام وزير الحربية العثماني أحمد عزت باشا بتعيين مصطفى كمال باشا لقيادة مجموعة جيش يلدريم ومقرها في أضنة. هنا بدأ مصطفى كمال في التخطيط للدفاع عن الأناضول مادام الجيش العثماني لا يزال موجودا في الميدان. وكانت تلك القوة ستواجه نفس مصير باقي الجيوش في غضون أسابيع، عندما بدأ الجمع بين هجوم مباشر وإنزال في الإسكندرونة، ولكن الهدنة أنقذته.

### الهدنة
لم تكن تلك الخسائر الهائلة والتهديد الذي شكلته قوة التجريدة هما المسئولين عن الهدنة. ولكن كان تقدم جيش الجنرال ميلن [الإنجليزية] نحو تراقيا والعاصمة إسطنبول مما هدد الأناضول. بالإضافة إلى ذلك ذكر إريكسون بأن «موقع سالونيكا العسكري خلق أزمة إستراتيجية ليس لها حل». فأرسلت الحكومة العثمانية اللواء تشارلز تونشيند الأسير البريطاني الأعلى رتبة لديها إلى لسبوس حيث أعلن عن نية الدولة العثمانية السعي إلى هدنة. جرت المفاوضات في مودروس، وكما ذكر إريكسون:«تم توقيع الهدنة على ظهر السفينة الحربية أجاممنون في 30 أكتوبر 1918».
وكان شوفيل في حلب عندما تم إعلان الهدنة مع الدولة العثمانية. وبعد أحد عشر يومًا انتهت الحرب في أوروبا أيضًا.

### شروط الهدنة وتنفيذها

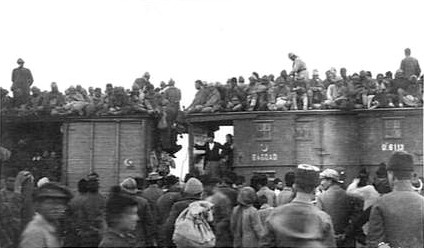
قطار الجنود العثمانيين يستعد لعبور أنفاق جبل طوروس في أضنة.

كانت شروط الهدنة صعبة. فأول شرط وهو الذي اهتمت به بريطانيا بالأساس، أنه اعتبارًا من اليوم يفتح الدردنيل مع حرية الوصول إلى البحر الأسود. لذا فإن ما فشلت قوات الحلفاء بفعله في جاليبولي سنة 1915 بمثل هذه الخسارة المأساوية قد تحقق أخيرًا على جبهة أخرى. أما شروط الهدنة الأخرى فكانت: التسريح الفوري للجيش التركي، وتسليم جميع السفن الحربية، وإطلاق سراح جميع أسرى الحلفاء، استسلام جميع الموانئ والحاميات والضباط الأتراك، والأهم من ذلك أن تقطع تركيا كل علاقاتها مع قوى المركز.

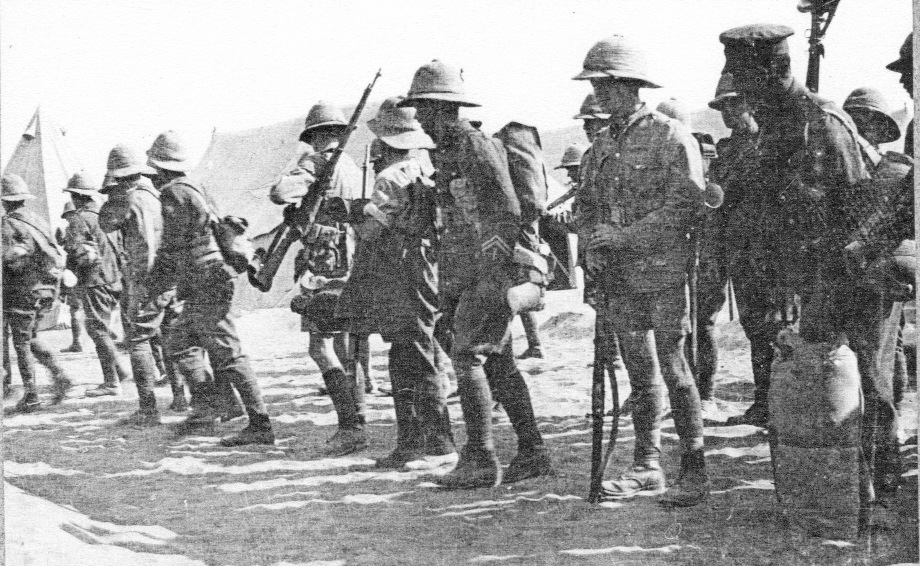
تسريح الجنود في القنيطرة سنة 1918

وكانت هناك آراء أخرى حول الهدنة وتنفيذها:
على عكس ألمانيا فإن هدنة الدولة العثمانية لم تتطلب التسريح الفوري لجيشها وتسليم أسلحتها. بالأحرى سيتم [التسريح] هذا بالتنسيق مع السلطات البريطانية وسيكون مرهونًا بمتطلبات الأمن الداخلي والخارجي. في الواقع أرسلت هيئة الأركان العامة العثمانية تحت إشراف وزير الحرب المعين حديثًا أحمد عزت باشا تعليمات بالتلغراف بشأن تنفيذ الهدنة في 31 أكتوبر 1918 حددت الجداول الزمنية والمعايير الجغرافية لتسليم النقاط الاستراتيجية إلى الحلفاء. بحلول أواخر نوفمبر أكملت هيئة الأركان العامة العثمانية عملية إعادة التنظيم وأصدرت أوامر لجميع الفيالق والفرق بتكليفها حاميات وقت السلم داخل الأناضول... استمرت هيئة الأركان العثمانية نفسها في الوجود واستمرت في العمل كونها طاقم توجيه.
تطلبت شروط الهدنة من الدولة العثمانية:
سحب القوات من مقاطعة قيليقية الحدودية، مع بقاء بعض القوات المطلوبة للأمن الداخلي والواجبات الحدودية... ولكن دعا قادة الجيش التركي بتجاهل شروط الهدنة، وحاولوا التأخير والتهرب... وذهب مصطفى كمال إلى حد إخبار ممثل شوفيل أنه لا ينوي تنفيذ شروط الهدنة. فأوصى شوفيل من مقر القيادة العامة في حمص بعزل مصطفى كمال، مما أفقده قيادة الجيش السابع فيما بعد.

### الاحتلال

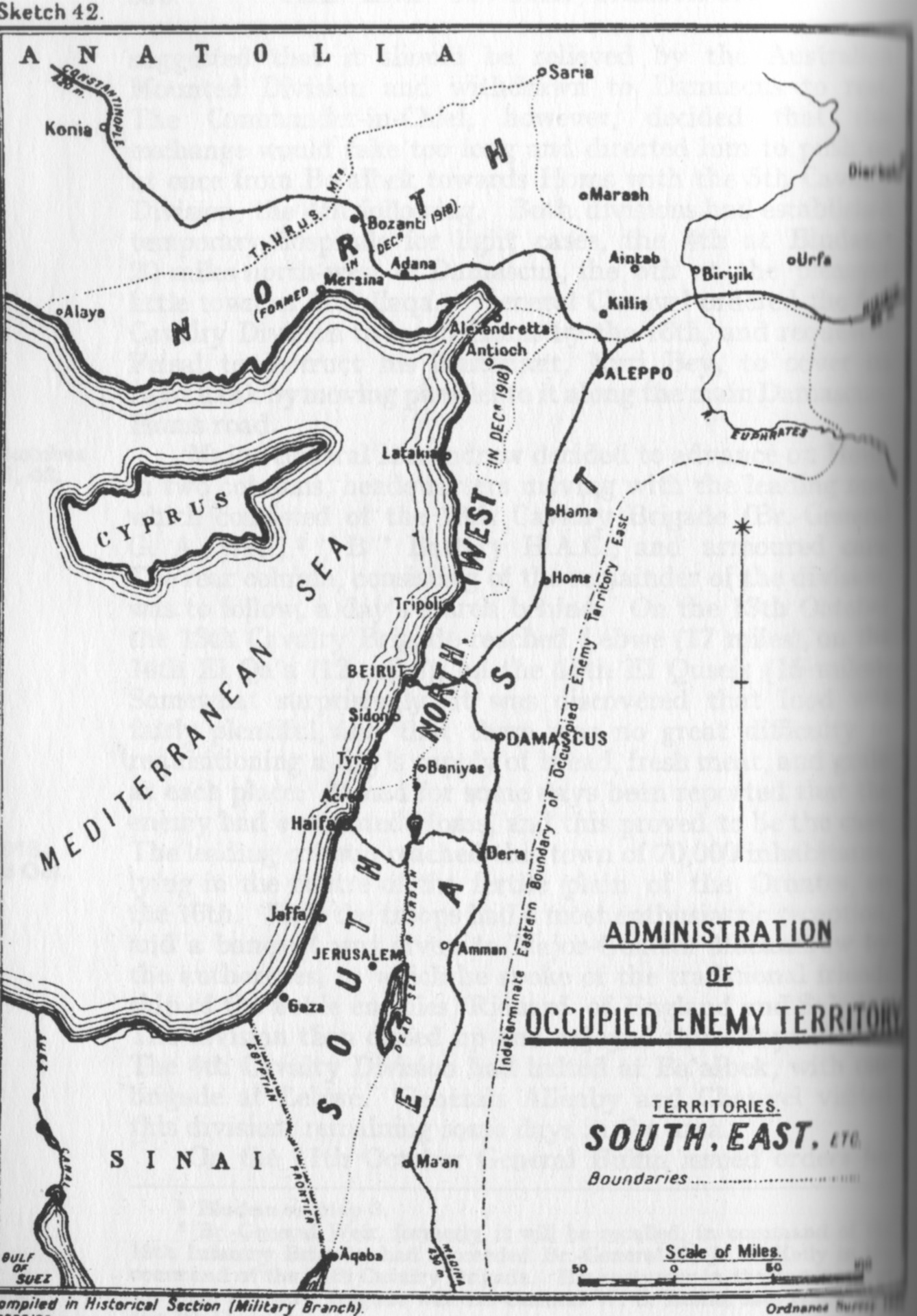
خريطة فولز 42 تُظهر إدارة الإقليم المحتل لحدود المناطق الشمالية والشمالية الغربية والشرقية والجنوبية قبل أن تفرض فرنسا شروط اتفاقية سايكس بيكو

وفقًا لبروس:«نجاح حملة الحلفاء في الشرق الأوسط سنوات 1914-1918، والتي ساهمت في إسقاط الدولة العثمانية، لم تأت أبدًا بنتائج سياسية مرضية». [120] ففي 23 أكتوبر أبلغ اللنبي مكتب الحرب أنه عيّن اللواء موني مديرًا بريطانيًا لفلسطين والأراضي المحتلة الجنوبية، والعقيد دي بيبابي لإدارة المنطقة الفرنسية المستقبلية من الأرض المحتلة في الشمال والجنرال علي باشا الركابي لإدارة الأراضي المحتلة الشرقية. وقوة الشمال بقيادة اللواء بارو وتتكون من فرق الفرسان الرابعة والخامسة وفرقتان من المشاة تولى إدارة الأراضي التي تم الاستيلاء عليها. فبدأوا بتحصين الأماكن حتى ساحل أزمير، وأداروا سكة حديد بغداد من إسطنبول إلى خط السكة الحديد شرق نصيبين في العراق إلى أن يتم تسليم إدارة شمال سوريا للفرنسيين.
أُبلغ اللنبي في 27 أكتوبر أنه سيكون الوسيط الوحيد في المسائل السياسية والإدارية المتعلقة بالحكومة العربية.
وفي فرساي طالبت فرنسا بإنفاذ اتفاقية سايكس بيكو وقسمت المنطقة العربية إلى قسمين؛ أصبح الجزء الجنوبي إمارة شرق الأردن، وفي الشمال سوريا الفرنسية. وفقًا لبروس:«أصبح من الواضح أن ثمن الوجود الإمبريالي في فلسطين كان مرتفعًا، حيث اندلع العنف بعد فترة وجيزة من نهاية الحرب».
أدت المظاهرات المناهضة لبريطانيا والأرمن إلى قيام اللنبي بإصدار أوامر لشوفيل باحتلال بلدات مرعش وأورفة وكلس وعنتاب وإقالة القائد العثماني للجيش السادس علي إحسان. لتنفيذ هذه الأوامر يجب على فيلق خيالة الصحراء الانتقال إلى حلب وتعزيزه بلواء مشاة، ولكن كان هناك بعض التأخير في تحرك فرق الفرسان الرابعة والخامسة شمالًا، وذهب اللنبي إلى إسطنبول بالبارجة، وقابل كلا من وزيرا الخارجية والحربية التركيين، وطالب بقبول شروطه بعزل علي إحسان دون مناقشة. تم قبول شروطه.
في أعقاب ذلك استمر الصراع في المنطقة. وذكر بروس: أن المطالب المتضاربة لليهود والعرب أدت في النهاية إلى نشوب حرب مفتوحة بينهما في 1937 وكان من المقرر أن تؤدي إلى إنهاء الانتداب البريطاني في 1948. ولا تزال المطالبات الإقليمية للجماعتين دون تسوية وعلاقتهما لا تزال يتسم بالعنف والشقاق.